# Herman van Zwieten
Herman Arnold van Zwieten (Velsen, 21 december 1940 – Woerden, 23 november 2004) was een Nederlands CHU- en CDA-burgemeester en voorzitter van de Nederlandse Volleybalbond (Nevobo).
Van Zwieten studeerde rechten in Leiden, waarna hij van 1972 tot 1979 burgemeester was van de Friese toenmalige gemeente Sloten. De Friezen moesten even wennen aan een langharige niet-Friessprekende eerste burger, maar zeker nadat Van Zwieten zich de taal eigen had gemaakt, werd hij in de gemeenschap opgenomen.
Vanaf 1979 was hij tien jaar burgemeester van Breukelen. Toen die gemeente betrokken raakte bij een gemeentelijke herindeling, werden ook de burgemeestersposten in het betrokken gebied herverdeeld. Op 1 januari 1989 werd hij in dat verband burgemeester van Woerden, dat vanaf die datum ook de voormalige gemeenten Kamerik en Zegveld omvatte. In 2001 werd ook de gemeente Harmelen opgeheven en bij Woerden gevoegd. 
In 1992/1993 was hij een paar maanden waarnemend burgemeester van Vleuten-De Meern. 
In Woerden verkreeg Van Zwieten grote populariteit door zijn soepele manier van optreden en zijn makkelijke manier van spreken in het openbaar. Hij toonde zich nauw betrokken bij tal van openbare activiteiten in zijn gemeente en droeg in niet onbelangrijke mate bij tot acceptatie van de nieuwe gemeente in de dorpen Kamerik en Zegveld.
Veel meer moeite kostte hem de integratie van Harmelen in Woerden. De anti-Woerdense sentimenten zorgden aanvankelijk voor een vertroebelde sfeer in de gemeenteraad. Dat was een belangrijke reden voor Van Zwieten om per 1 februari 2002 afscheid te nemen van de gemeente Woerden als burgemeester, wel bleef hij er wonen.
Van Zwieten was tien jaar voorzitter van de Nevobo, van 1993 tot 2003. Daarnaast was hij lange tijd bestuurslid van de mondiale volleybalbond FIVB. 
Begin 2004 bleek hij aan een hersentumor te lijden. Hij overleed op 63-jarige leeftijd aan het einde van dat jaar. Herman van Zwieten was getrouwd en had drie kinderen.
Herman van Zwieten was officier in de Orde van Oranje Nassau en drager van het Kruis van Verdienste van de Koninklijke Nederlandse Vereniging voor Brandweer en Hulpverlening.